# Josef Václav Schwarz
Josef Václav Schwarz (19. června 1908 České Budějovice – 7. března 1988 Praha) byl český sochař.

## Život
Josef Václav Schwarz se narodil 19. června 1908 v Českých Budějovicích. V letech 1927 až 1934 studoval Akademii výtvarných umění v Praze u profesora Bohumila Kafky. Působil převážně v Praze. Tvořil především komorní sochy, hlavně ženská torza, realistické portréty a drobné plastiky.
Josef Václav Schwarz zemřel 7. března 1988 v Praze ve věku 79 let.

## Výstavy

### Samostatné
- 1958 Plastiky a kresby. Staroměstská radnice
- 1961 Josef Václav Schwarz. Kresby, plastiky. Galerie Václava Špály, Praha
- 1968 Výbor z díla 1962-1968, Galerie hlavního města Prahy
- 1978 Josef Václav Schwarz. Sochy a kresby. Galerie bratří Čapků, Praha

### Skupinové
- 1940 Národ svým výtvarným umělcům. Praha
- 1942 Národ svým výtvarným umělcům. Praha
- 1946 Mladé české sochařství. Topičův salon
- 1949 Výtvarní umělci k II. všeodborovému sjezdu. Dům výtvarného umění, Praha
- 1969 2. pražský salón (obrazů, soch a grafik). Dům U Hybernů, Praha